# Агата-Инукаи
Агата-Инуакаи (яп. 県犬養氏 агатаинукаи-си) — японский аристократический род периодов Асука и Нара.

## Краткие сведения
Род Агата-Инуакаи выводил свой род от синтоистского божества Камимусуби-но ками. Изначально главы рода носили титул-кабанэ императорских советников «мурадзи» (連), но в 684 году были понижены до титула уважаемых господ «сукунэ» (宿禰).
Первоначально, Агата-Инуакаи заведовали часовыми и гончими собаками в императорских землях и государственных провинциях агата, которые занимались охраной. С этой деятельностью, вероятно, связано их родовое имя, которое означает «провинциальные собачники». Однако с середины VII века, реформ Тайка, представители рода превратились в дворцовую аристократию.
Немало женщин из рода Агата-Инуакаи сделали себе карьеру как конкубины первых лиц страны. Агата-Инукаи-но Митиё, жена японского высокопоставленного чиновника Фудзивары но Фухито, мать императрицы Комё и имела значительное влияние на политику Японии. Другая представительница рода — Агата-Инуакаи но Хиротодзи, была женой императора Сёму, которая родила ему императорских принцев Асако, Иноуэ и Фуванаи.